# Colin Firth
Colin Andrew Firth (ur. 10 września 1960 w Grayshott) – brytyjski aktor filmowy i teatralny, laureat Oscara, Złotego Globu, dwóch nagród BAFTA i trzech Nagród Gildii Aktorów Ekranowych, zdobywca Pucharu Volpiego na Międzynarodowym Festiwalu Filmowym w Wenecji. Laureat Oscara dla najlepszego aktora pierwszoplanowego za rolę króla Jerzego VI w dramacie historycznym Toma Hoopera Jak zostać królem (2010).

## Życiorys

### Wczesne lata
Urodził się w Grayshott w hrabstwie Hampshire w Anglii w rodzinie nauczycieli akademickich jako najstarsze z trojga dzieci. Jego matka, Shirley Jean (z domu Rolles), była wykładowcą religii porównawczej w King Alfred’s College w Winchesterze, a jego ojciec, David Norman Lewis Firth, był wykładowcą historii u króla Alfreda i dyrektorem ds. edukacji w rządzie Nigerii. Wychowywał się z młodszą siostrą, Kate, trenerką głosu, i młodszym bratem, Jonathanem (ur. 1967), aktorem. Jego dziadkowie ze strony matki byli misjonarzami kongregacjonalistami, a dziadek ze strony ojca był anglikańskim kapłanem; wykonywali zagraniczną pracę misjonarską i oboje jego rodzice spędzili czas w Indiach.
Jako małe dziecko podróżował z rodzicami po całym świecie. Gdy miał zaledwie dwa tygodnie, jego rodzice zabrali go do Nigerii, gdzie spędził pierwsze lata życia. W 1971 rodzina przeniosła się na rok do Saint Louis w Stanach Zjednoczonych. W latach 1973–1976 uczęszczał do King Alfred’s College w Winchesterze. W latach 1976–1978 uczył się w Barton Peveril Sixth Form College w Eastleigh. Mając 10 lat, uczęszczał na warsztaty teatralne. Kiedy miał 14 lat, postanowił zostać profesjonalnym aktorem.

### Kariera
Po sześciu latach nauki przeprowadził się do Londynu i dołączył do National Youth Theatre. Potem dostał pracę w dziale garderoby w Royal National Theatre. W latach 1980–1983 studiował dramat w Drama Centre w Londynie, gdzie zwrócił na siebie uwagę rolą Hamleta i został zauważony przez dramaturga Juliana Mitchella, który w 1983 obsadził go jako ambitnego ucznia Guya Bennetta w przedstawieniu Inny kraj w Queens Theatre w Londynie na West Endzie.
Zadebiutował na kinowym ekranie w roli Tommy’ego Judda, prostego, marksistowskiego przyjaciela Guya Bennetta (w tej roli Rupert Everett) w melodramacie historycznym Inny kraj (Another Country, 1984). W telewizyjnej adaptacji powieści J.B. Priestleya Światła kabaretów (Lost Empires, 1986), która miała swoją premierę na kanale ITV wystąpił w roli Richarda Herncastle, który w 1913 dołączył do trupy swojego wujka i poznaje wciągający świat angielskiego musicalu, zanim wybuchnie I wojna światowa. W dramacie Miesiąc na wsi (A Month in the Country, 1987) zagrał weterana I wojny światowej restauratora dzieł sztuki Toma Birkina. Zagrał tytułową rolę w kostiumowym dramacie Miloša Formana Valmont (1989) na podstawie powieści Niebezpieczne związki. W nominowanym do nagrody jury Sundance Film Festival argentyńskim dreszczowcu psychologicznym Apartament zero (1989) wcielił się w paranoiczną postać mieszkającego w Buenos Aires Anglika, który przyjmuje do swego mieszkania tajemniczego współlokatora (Hart Bochner). Alejandro Jodorowsky zaangażował go do roli w dramacie fantasy Złodziej tęczy (Wings of Fame, 1990).
Popularność wśród telewidzów zdobył rolą wyniosłego arystokraty pana Fitzwilliama Darcy’ego w serialowej adaptacji powieści Jane Austen Duma i uprzedzenie (1995). Później grał drugoplanowe role w filmach, takich jak uhonorowany Oscarem za najlepszy film roku Angielski pacjent (1996), Tysiąc akrów krzywd (1997), Zakochany Szekspir (1998) i Związki rodzinne (Relative Values, 2000). Zagrał Szekspira w komedii krótkometrażowej BBC Czarna Żmija: Tam i z powrotem (Blackadder Back and Forth, 1999).
Dzięki kreacji Marka Darcy’ego w komedii na podstawie powieści Helen Fielding Dziennika Bridget Jones (2001) i jej sequelu Bridget Jones: W pogoni za rozumem (2004) stał się rozchwytywanym odtwórcą ról amantów w Hollywood. W musicalu Mamma Mia! (2008) i jego sequelu Mamma Mia: Here We Go Again! (2018) wystąpił jako brytyjski bankier Harry Bright. W 2009 zagrał tytułową rolę w filmie Samotny mężczyzna, za którą otrzymał nagrodę BAFTA oraz został nominowany do Złotego Globu i Oscara za rolę pierwszoplanową. W 2010 otrzymał Złoty Glob dla najlepszego aktora w filmie dramatycznym za rolę w filmie Jak zostać królem, a rok później za tę rolę otrzymał drugą z rzędu nagrodę BAFTA oraz pierwszego Oscara dla najlepszego aktora pierwszoplanowego.
W styczniu 2011 odsłonił swoją gwiazdę na Hollywood Walk of Fame.
Odznaczony Komandorią Orderu Imperium Brytyjskiego (CBE).

## Życie prywatne
W latach 1989–1994 był w związku z aktorką Meg Tilly, z którą ma syna Willa (ur. 1990). 21 czerwca 1997 ożenił się z realizatorką filmów dokumentalnych Livią Giuggioli. Mają dwóch synów: Lukę (ur. 2001) i Matteo (ur. 2003). W 2019 ogłosił, że po 22 latach małżeństwa planuje się rozwieść.
Mieszka w Londynie i we Włoszech. Od 2017 posiada także włoskie obywatelstwo.
Jest zaangażowany w kampanię przeciw deportacji uchodźców z Demokratycznej Republiki Konga.

## Filmografia

### Filmy fabularne
- 1984: Inny kraj (Another Country) jako Tommy Judd
- 1984: Dama kameliowa (Camille) jako Armand Duval
- 1985: 1919 jako młody Alexander
- 1985: Holenderskie dziewczyny jako Neil Truelove
- 1987: The Secret Garden jako dorosły Colin Craven
- 1987: Miesiąc na wsi (A Month in the Country) jako Tom Birkin
- 1987: Tales from the Hollywood Hills: Pat Hobby Teamed with Genius - Rene Wilcox
- 1988: Apartament zero (Apartment Zero) jako Adrian LeDuc
- 1988: Tumbledown jako Robert Lawrence
- 1989: Valmont jako Valmont
- 1990: Wings of Fame jako Brian Smith
- 1991: Out of the Blue jako Alan
- 1991: Kobieta fatalna (Femme Fatale) jako Joseph Prince
- 1992: Mad at the Moon jako Barber (niewymieniony w czołówce)
- 1993: Godzina świni (The Hour of the Pig) jako Richard Courtois
- 1993: Zakładnicy (Hostages) jako John McCarthy
- 1994: Playmaker jako Ross Talbert / Michael Condren
- 1995: W kręgu przyjaciół (Circle of Friends) jako Simon
- 1996: Angielski pacjent (The English Patient) jako Geoffrey Clifton
- 1997: Tysiąc akrów krzywd (A Thousand Acres) jako Jess Clark
- 1997: Miłość kibica (Fever Pitch) jako Paul Ashworth
- 1998: Zakochany Szekspir (Shakespeare in Love) jako lord Wessex
- 1999: Pierwsze oczarowanie (My Life So Far) jako Edward
- 1999: Tajemniczy śmiech kobiet (The Secret Laughter of Women) jako Matthew Field
- 1999: Donovan Quick jako Donovan Quick
- 1999: W kleszczach lęku (The Turn of the Screw) jako Master
- 1999: Czarna Żmija: Tam i z powrotem (Blackadder Back and Forth) jako W. Szekspir
- 2000: Związki rodzinne (Relative Values) jako Peter Ingleton
- 2001: Dziennik Bridget Jones (Bridget Jones’s Diary) jako Mark Darcy
- 2001: Kwartet (Londinium) jako Allen Portland
- 2001: Ostateczne rozwiązanie (Conspiracy) jako dr W. Stuckart, szef MSW Rzeszy
- 2002: Bądźmy poważni na serio (The Importance of Being Earnest) – Jack Worthing
- 2003: Dziewczyna z perłą (Girl With a Pearl Earring) jako Johannes Vermeer
- 2003: Miasto nadziei (Hope Springs) jako Colin Ware
- 2003: Czego pragnie dziewczyna (What a Girl Wants) jako Henry Dashwood
- 2003: To właśnie miłość (Love Actually) jako Jamie
- 2004: Bridget Jones: W pogoni za rozumem (B.J. The Edge of Reason) – Mark Darcy
- 2004: Trauma jako Ben
- 2005: Niania (Nanny McPhee) jako pan Brown
- 2005: Gdzie leży prawda (Where the Truth Lies) jako Vince
- 2006: Born Equal jako Mark
- 2007: Celebration jako Russell
- 2007: Dziewczyny z St. Trinian (St. Trinian's) jako Geoffrey Thwaites
- 2007: Ostatni legion (The Last Legion) jako Aurelius
- 2007: And When Did You Last See Your Father? jako Blake Morrison
- 2007: Kiedyś mnie znajdziesz (Then She Found Me) jako Frank
- 2008: Genua. Włoskie lato (Genova) jako Joe
- 2008: Przypadkowy mąż (The Accidental Husband) jako Richard Bratton
- 2008: Mamma Mia! jako Harry Bright
- 2008: Wojna domowa (Easy Virtue) jako pan Whittaker
- 2009: Opowieść wigilijna (A Christmas Carol) jako Fred
- 2009: Dorian Gray jako lord Henry Wotton
- 2009: Samotny mężczyzna (A Single Man) jako George
- 2009: St Trinian's: The Legend of Fritton's Gold jako Geoffrey Thwaites
- 2010: Główna ulica (Main Street) jako Gus Leroy
- 2010: Jak zostać królem (The King’s Speech) jako król Jerzy VI
- 2010: Steve jako Steve
- 2011: The Promised Land jako Robert Chambers
- 2011: Szpieg (Tinker Tailor Soldier Spy) jako Bill Haydon
- 2012: Drugie życie króla (Arthur Newman) jako Arthur Newman
- 2012: Gambit, czyli jak ograć króla (Gambit) jako Harry Deane
- 2013: Droga do zapomnienia (The Railway Man) jako Eric Lomax
- 2013: Diabelska przełęcz (Devil’s Knot) jako Ron Lax
- 2014: Magia w blasku księżyca (Magic in the Moonlight) jako Stanley
- 2014: Zanim zasnę (Before I Go to Sleep) jako Ben
- 2014: Kingsman: Tajne służby (Kingsman: The Secret Service) – Harry Hart/Galahad
- 2016: Bridget Jones 3 jako Mark Darcy
- 2017: Kingsman: Złoty krąg (Kingsman: The Golden Circle) – Harry Hart/Galahad
- 2018: Mary Poppins powraca jako bankier William Wilkins / wilk
- 2018: Mamma Mia: Here We Go Again! jako Harry Bright, bankier, eks Donny
- 2018: Kursk jako David Russell
- 2019: 1917 jako gen. Erinmore
- 2020: Supernova jako Sam
- 2020: Tajemniczy ogród jako Archibald Craven
- 2021: Wolne (Mothering Sunday) jako Godfrey Niven
- 2022: Operation Mincemeat jako Ewen Montagu
- 2022: Imperium światła (Empire of Light) jako Donald Ellis
- 2025: Bridget Jones: Szalejąc za facetem (Bridget Jones: Mad About the Boy) jako Mark Darcy

### Seriale telewizyjne
- 1984: Crown Court jako PC Franklin
- 1986: Światła kabaretów (Lost Empires) jako Richard Herncastle
- 1994: Ruth Rendell Mysteries jako Stephen Whalby
- 1994–1995: Performance jako Charles Holroyd / Freddie Page
- 1995: Duma i uprzedzenie (Pride and Prejudice) jako pan Darcy
- 1996: Nostromo jako Charles Gould
- 2022: Schody jako Michael Peterson

## Nagrody
| Rok  | Nagroda                                       | Kategoria                             | Film                          |
| ---- | --------------------------------------------- | ------------------------------------- | ----------------------------- |
| 1999 | Nagroda Gildii Aktorów Ekranowych             | Najlepsza obsada filmowa              | Zakochany Szekspir (1998)     |
| 2001 | Europejska Nagroda Filmowa                    | Najlepszy aktor europejski            | Dziennik Bridget Jones (2001) |
| 2009 | 66. Międzynarodowy Festiwal Filmowy w Wenecji | Najlepszy aktor                       | Samotny mężczyzna (2009)      |
| 2010 | Nagroda BAFTA                                 | Najlepszy aktor pierwszoplanowy       | Samotny mężczyzna (2009)      |
| 2010 | Nagroda Satelita                              | Najlepszy aktor w filmie dramatycznym | Jak zostać królem (2010)      |
| 2011 | Nagroda Akademii Filmowej                     | Najlepszy aktor pierwszoplanowy       | Jak zostać królem (2010)      |
| 2011 | Złoty Glob                                    | Najlepszy aktor w filmie dramatycznym | Jak zostać królem (2010)      |
| 2011 | Europejska Nagroda Filmowa                    | Najlepszy aktor europejski            | Jak zostać królem (2010)      |
| 2011 | Nagroda BAFTA                                 | Najlepszy aktor pierwszoplanowy       | Jak zostać królem (2010)      |
| 2011 | Nagroda Gildii Aktorów Ekranowych             | Najlepszy aktor pierwszoplanowy       | Jak zostać królem (2010)      |
| 2011 | Nagroda Gildii Aktorów Ekranowych             | Najlepsza obsada filmowa              | Jak zostać królem (2010)      |